# Gersemi
Gersemi, scritto anche come Gørsemi, Gersimi o Gǫrsimi, ("tesoro" in norreno) è una divinità della mitologia norrena. È la figlia di Freia e Óðr, e sorella di Hnoss.
Assieme alla sorella era nota per la sua bellezza che ricordava quella della madre, tant'è che tutte le cose preziose venivano chiamate con il loro nome.